# Récepteur activé par les proliférateurs de peroxysomes
 (janvier 2008).
Si vous disposez d'ouvrages ou d'articles de référence ou si vous connaissez des sites web de qualité traitant du thème abordé ici, merci de compléter l'article en donnant les références utiles à sa vérifiabilité et en les liant à la section « Notes et références ».
Le récepteur activé par les proliférateurs de peroxysomes (peroxisome proliferator-activated receptor, PPAR) est une protéine de la superfamille des récepteurs nucléaires liant naturellement les lipides et agissant comme facteur de transcription des gènes cibles impliqués notamment dans le métabolisme et l'adipogenèse. 

## Nomenclature
Trois types de PPAR ont été identifiés : alpha, gamma et delta (bêta).
- PPAR α : exprimé dans le foie, les reins, le cœur, les muscles, le tissu adipeux, et autres.
- PPAR γ : bien que transcrit par le même gêne, ce PPAR existe sous trois formes :
  - PPAR γ1 : exprimé pratiquement dans tous les tissus, comme le cœur, les muscles, le côlon, les reins, le pancréas et la rate.
  - PPAR γ2 : exprimé principalement dans le tissu adipeux (30 acides aminés).
  - PPAR γ3 : exprimé dans les macrophages.
- PPAR  β/δ : exprimé dans plusieurs tissus mais de façon plus importante dans le cerveau, le tissu adipeux et la peau.

## Structure
Comme tous les récepteurs nucléaires le PPAR est structuré en quatre régions distinctes. Un domaine N-terminal possède une fonction trans-activatrice indépendante du ligand (AF-1). Le domaine de liaison à l'ADN ou DBD est constitué de deux doigts de zinc caractéristique de la superfamille des récepteurs nucléaires. PPAR possède une région charnière ou hinge précédant le domaine de liaison du ligand ou LBD possédant une fonction trans-activatrice dépendante du ligand (AF-2).
Le LBD est constitué de 12 hélices alpha et d'un feuillet de 4 brins bêta constituant une large cavité hydrophobe, site de fixation du ligand. L’ensemble ligand - domaine E (LBD) offre la surface principale pour la dimérisation et l’interaction avec les corégulateurs transcriptionnels.

## Mécanisme d'action
Les PPAR activent la transcription de leurs gènes cibles en formant un hétérodimère avec les RXR. L’hétérodimère se fixe sur une séquence spécifique de l’ADN appelée PPRE (pour peroxisome proliferator response element) composé de la répétition demi-sites dont la séquence consensus est AGGTCA, espacé d’un nucléotide.
Le changement de conformation du LBD après fixation du ligand induit le recrutement des corégulateurs. En l’absence de ligand ou en présence d’un antagoniste le récepteur nucléaire interagit avec des corépresseurs transcriptionnels (NCoR ou SMRT), qui bloquent la fixation des coactivateurs et l’initiation du complexe transcriptionnel. L’échange du corépresseur par le coactivateur est réalisé par l’intermédiaire d’une protéine NCoEX permettant la transition d’un état répressif à un état actif par ubiquitination des corépresseurs.
Le PPAR activé recrute le complexe SWI/SNF de remodelage de la chromatine qui relâche localement la structure nucléosomique. Le second groupe modifie la chromatine en modifiant les histones par acétylation, méthylation, phosphorylation ou ubiquitination. CBP/p300 se lie au récepteur PPAR au niveau de LBD – sur un motif LXXLL hautement conservé pour les cofacteurs. CBP/p300 a une activité d’histone acétyltransférase (HAT) et de recrutement des facteurs initiant la transcription. Les protéines de la famille p160 se composent de trois groupes de coactivateurs (SRC1/NCoA1, TIF2/SRC2 et pCIP/RAC3/ACTR/AIB1/TRAM1/SRC3). Ces protéines présentent également des activités enzymatique HAT, mais également jouent un rôle important dans le recrutement du complexe transcriptionnel Pol II. Les protéines CARM-1 et PRMT-1, elles aussi séquentiellement recrutées, sont des histones méthyles transférases qui augmentent l'activité transcriptionnelle.
En plus de ces cofacteurs transcriptionnels généraux, PPAR possède des cofacteurs propres qui régulent spécifiquement son action au niveau de différents tissus cibles. Le PPARgamma coactivateur 1 alpha (PGC1α) stimule la biogenèse mitochondriale, contrôle la thermogenèse et la réponse hépatique au jeûn (la néoglucogenèse) par l’interaction au récepteur nucléaire PPAR, HNF4 et MEF2s. Les PPAR interacting-protein (PRIP/RAP250) et les PRIP interacting-protein ont une activité méthyletransférase.

## Fonctions
Ils jouent un rôle important dans le métabolisme des acides gras, l’inflammation et le développement embryonnaire. Initialement découverts chez le xénope, ce sont des facteurs de transcription qui induisent la prolifération des peroxysomes, organites cellulaires impliqués dans le métabolisme des lipides et l'homéostasie énergétique.

## Cible thérapeutique
Les fibrates sont des agonistes des PPAR alpha.
Au début des années 2000 sont apparues les thiazolidinediones (TZD), une nouvelle classe d'antidiabétiques oraux agissant spécifiquement sur le PPARγ, dont la rosiglitazone (retirée du marché en France en 2010) utilisée pour le traitement de certains diabètes de type 2. Néanmoins, une étude parue en 2018 dans le Journal of American Medicin Association, analysant un nombre colossal de données, a conclu à l'inefficacité de ces traitements dans la réduction de l'hémoglobine glyquée, qui constitue un marqueur permettant d'apprécier la stabilisation de la glycémie dans le temps. En plus des effets de sensibilisation à l’insuline, les TZD (rosiglitazone, pioglitazone) causent un gain de poids à travers l’augmentation de l’adipogénèse et la rétention d’eau. Les TZD par leurs effets secondaires réalisent un accroissement du risque d’insuffisance cardiaque congestive. La rosiglitazone, mais pas la pioglitazone augmente également les risques d’infarctus du myocarde. Finalement, les TZD augmentent la mortalité en les comparant aux autres hypoglycémiants oraux (Lipscombe & al, 2007).
Les (SPPARMs) modulateurs sélectifs des PPAR présentent une alternative thérapeutique en générant une hypoglycémie mais ne générant pas de gain de poids.
L'aleglitazar (en) est une molécule agoniste des PPAR alpha et gamma.
La molécule GW0742 est un agoniste des PPAR bêta/delta.